# Reisserita mauritanica
Reisserita mauritanica är en fjärilsart som beskrevs av Baker 1885. Reisserita mauritanica ingår i släktet Reisserita och familjen äkta malar. Inga underarter finns listade.